# Bacteria donskoffi
Bacteria donskoffi is een insect uit de orde Phasmatodea en de  familie Diapheromeridae. De wetenschappelijke naam van deze soort is voor het eerst geldig gepubliceerd in 1998 door Langlois & Lelong.